# Сунанда Пушкар
Сунанда Пушкар (27 июня 1962, Сопор, Джамму и Кашмир — 17 января 2014, Нью-Дели) — индийская предпринимательница, жена бывшего дипломата и политика Шаши Тарура. Была директором по продажам TECOM Investments и совладельцем Rendezvous Sports World. Была найдена мертвой в отеле Leela Palace в Нью-Дели. Смерть наступила при невыясненных обстоятельствах. Позже было установлено, что она умерла от передозировки лекарств.
Шаши Таруру были предъявлены обвинения в жестоком обращении с женой и содействии ее самоубийству, но в августе 2021 года суд оправдал его.